# Сьорей-рю
Сьорей-рю — це один з найбільших стилів окінавського тоте, який веде свою «родовід» від Наха-те, з додаванням багатьох особливостей техніки Томарі-те. У значній мірі школа Сьорей зберегла систематизацію техніки, яка використовується в Шаолінь-цюань. Певне уявлення про те, як «виглядає» собою цей стиль, дає ката Текки, яка використовується більшістю сучасних майстрів карате.

## Походження

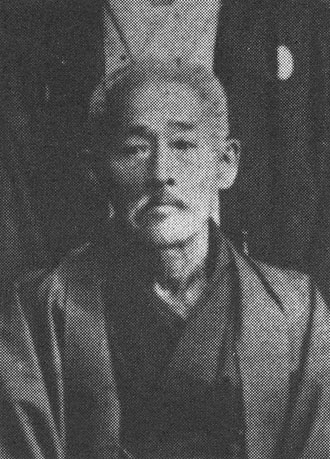
Хігоанна Канрьо засновник Сьорей-рю

Сьорей-рю — урочисте назву одного з стилів тоте, яким займалися в селі Наха на Окінаві. Ще його знають під назвою Наха-те. Також термін «Сьорей» є місцевим варіантом прочитання ієрогліфів Шаолінь і означає «молодий ліс» на діалекті району Наха.
Засновником школи є майстер ушу та тоте Хігаонна Канре, що народився в 40-х роках XIX століття в приморській селі Наха. Спочатку Хігаонна трудився простим моряком, потім торгував китайським чаєм. У 23 роки Хігаонна кардинально змінює свою долю, ставши на шлях бойових мистецтв. Він приїжджає в китайську провінцію Фуцзянь і більше десяти років вивчає ушу в декількох закритих школах. Воля і цілеспрямованість Хігаонни привели до того, що окінавец став відомим майстром ушу, старшим наставником, фактично першим помічником свого вчителя. Йому було довірено самостійно вести заняття і посвящати учнів, — випадок дійсно унікальний за всю тисячолітню історію існування ушу. Після того, як навчання Хігаонни закінчилося, він здійснив поїздку по Китаю, знайомлячись з багатьма стилями ушу і повернувся на Окінаву лише в 35 річному віці.
Характер школи Хігаонни, за життя вчителя відомої як Наха-те, а після отримала найменування Сьорей-рю, був явно «китайським». За великим рахунком сам Хігаонна і не говорив, що створив власний стиль. Будучи майстром ушу, він і давав учням власну компіляцію з фуцзяньських шкіл китайського ушу.
У Китаї Хігаонна вивчав комплекси вправ для управлінням свідомістю і внутрішньою енергією, які стануть візитною карткою цілого ряду стилів карате, особливо тих, які вийшли зі школи Хигаонни — Уеті-рю і Годзю-рю (звідки ці вправи перейшли в Кіокушинкай). Знамените ката Сантін зустрічалося не тільки в напрямку Наха-те, але і до цього дня існує в Уеті-рю і Годзю-рю (а відповідно і в Кіокушинкай).

## Особливості стилю
У школі Хігаонни тривалий час використовувалися всі особливості китайської традиції ушу: сувора дисципліна, медитативні і дихальні практики, особливі методи тренування вміння направити внутрішню енергію в удар. Стиль Хігаонни був помітно силовим, слабоамплітудним з низькими стійками, з упором на тренування м'язової маси і фізичної сили. Техніка була типовою для стилів південнокитайського ушу.
У Сьорей-рю перевага віддається фізичній потужності, різкості, чіткості, набиванні рук і ніг і пробивний силі. Все різноманіття прийомів освоюється у вигляді одиночних форм, спрямованих на розвитку специфічних якостей:
- тигр — зміцнення кісток, міць, різкість;
- леопард — швидкість, гнучкість, стрибучість;
- журавель — духовна концентрація, менталітет;
- дракон — спрямованість, фокусування сили, кіме;
- змія — дихання, внутрішня енергія.

Помітний зв'язок між психофізичними якостями і твариною — тотемом, яка існує з давніх часів в Шаолінь-цюань.
Загалом вся техніка Серей-рю розбита на кілька розділів:
- Іппон Куміте Ката — формальні вправи в парі, що складаються з пари десятків вправ проти партнера. Служать для розвитку сили.
- Таедзу Нару-Вадза — зв'язки технічних прийомів. Це комплекс з 10 зв'язок дій проти партнера, для тренування швидкості і координації.
- Кихон-Куміте Ката — фундаментальна парна форма.
- Дзію УНДО — вільні форми демонстрації індивідуальних вправі.
- Кіме-Даті Куміте — робота з партнером в напруженій стійці. Необхідна для розвитку контролю технічних дій і рефлекторних дій у відповідь.
- -Куміте — формальний поєдинок. Потрібен для розвитку вміння вести бій, точно дотримуючись форму і техніку прийомів.
- Ката — головний аспект в системі тренінгу Сьорей-рю.

## Ката
- Тайкьоку 1-3.
- Ката для розвитку швидкості, потужності, форми, балансу: Вансу, Ананку Найханті 1-2, Цюе-Се.
- Ката для розвитку менталітету, фізичної координації: Емпі-Се, Пассай-Дай, Горей-Се, Дан Ен-Се, Сантін.
- Ката для розвитку духовних якостей: Нан Дан-Се, Найханті 1-3, Тегатана, Канку-Се і Тенсю.